# 美興街
美興街（Meixing St.）是高雄市美濃區北端臨近月光山的南北向主要道路，編號市道181號，連結美濃市區近郊、杉林區。前端出月光山隧道北端過杉美橋之市道181號桐竹路往杉林區月眉接台29線。起端於月光山隧道南端，途中市道181號轉泰安路延續往南，末端止於永安路口。本道路亦產粄條客家美食小吃而聞名，有美濃粄條街之稱。並沿市道181號南下往荖濃溪上游接高美大橋至屏東高樹，所以也是高雄市、屏東縣兩地之間往來重要的路段之一。

## 行經行政區域
- 美濃區

## 沿線設施
（由北至南）
- 月光山隧道
- 美興橋
- 大同3C展售中心美濃門市
- 7-Eleven月光山門市（泰安路59號）
- 泰安路
- 美濃板條街

## 外部連結
- 客家委員會-數位臺灣客家庄-臺灣客庄文化數位典藏網站 （页面存档备份，存于）